# Dick Willebrandts
Dick Abraham Willebrandts (Rotterdam, 29 juli 1911 – 29 december 1970) was een pianist, componist en dirigent van de door hem in 1942 opgerichte bigband "Dick Willebrandts en zijn dansorkest".

## Biografie
Willebrandts was de zoon van Dirk Willebrandts en Sara Berendina Margaretha Bongers. Willebrandts trouwde op 9 oktober 1935 met Maria Margaretha Lucas. Hij was gedurende de Tweede Wereldoorlog de leider van een van de populairste swing bigbands van Nederland en bracht met zijn orkest een gemengd repertoire van jazz en amusement.

### Beginperiode tussen 1925 en 1940
Dick Willebrandts begon in 1925 te spelen bij het sextet van zijn broer Philip Willebrandts, voor wie hij ook arrangementen maakte. Rond 1928 speelde Willebrandts bij in Nederland optredende Duitse en Deense dansorkesten. Tussen 1935 en 1937 was Willebrandts pianist bij de Internationals, een Nederlands orkest dat oorspronkelijk was opgericht door Jack de Vries (1906-1976) en zijn broer Louis (Levi) de Vries (1905-1935), maar Louis kwam in 1935 om als gevolg van een auto-ongeluk. Vervolgens was Willebrandts tussen 1937 en 1940 pianist en soms arrangeur bij het AVRO Dansorkest onder leiding van Hans Mossel, de zoon van Isaäc Mossel. Na Hans Mossel werd Klaas van Beeck in 1938 de orkestleider van het AVRO dansorkest. Hans Mossel kreeg als joodse man al snel na aanvang van de Tweede Wereldoorlog een speelverbod opgelegd en overleed aan dysenterie en uitputting in Auschwitz op 4 augustus 1944.

### De Tweede Wereldoorlog tussen 1940 en 1945
Het AVRO Dansorkest moest van de Duitse bezetter worden ontbonden, maar Willebrandts bleef tussen 1940 en 1942 actief voor de radio. Hij vond in 1942 een sponsor waardoor hij een bigband kon oprichten. Platen werden opgenomen door Decca Records, die ook de sponsor was van zijn tournees. Later in de oorlog moest elk orkest beschikken over een goedgekeurd repertoire om in het openbaar op te mogen treden. Het moest lid zijn van de Nederlandsche Kultuurkamer en moest een zogenaamde ”stijlvergunning” hebben. Hiermee werd het vanaf het voorjaar van 1942 nagenoeg onmogelijk voor de meeste orkesten om Amerikaanse jazz muziek van bijvoorbeeld Glenn Miller en Benny Goodman uit te voeren als er voor publiek werd gespeeld. Toch werden deze voorschriften regelmatig overtreden.

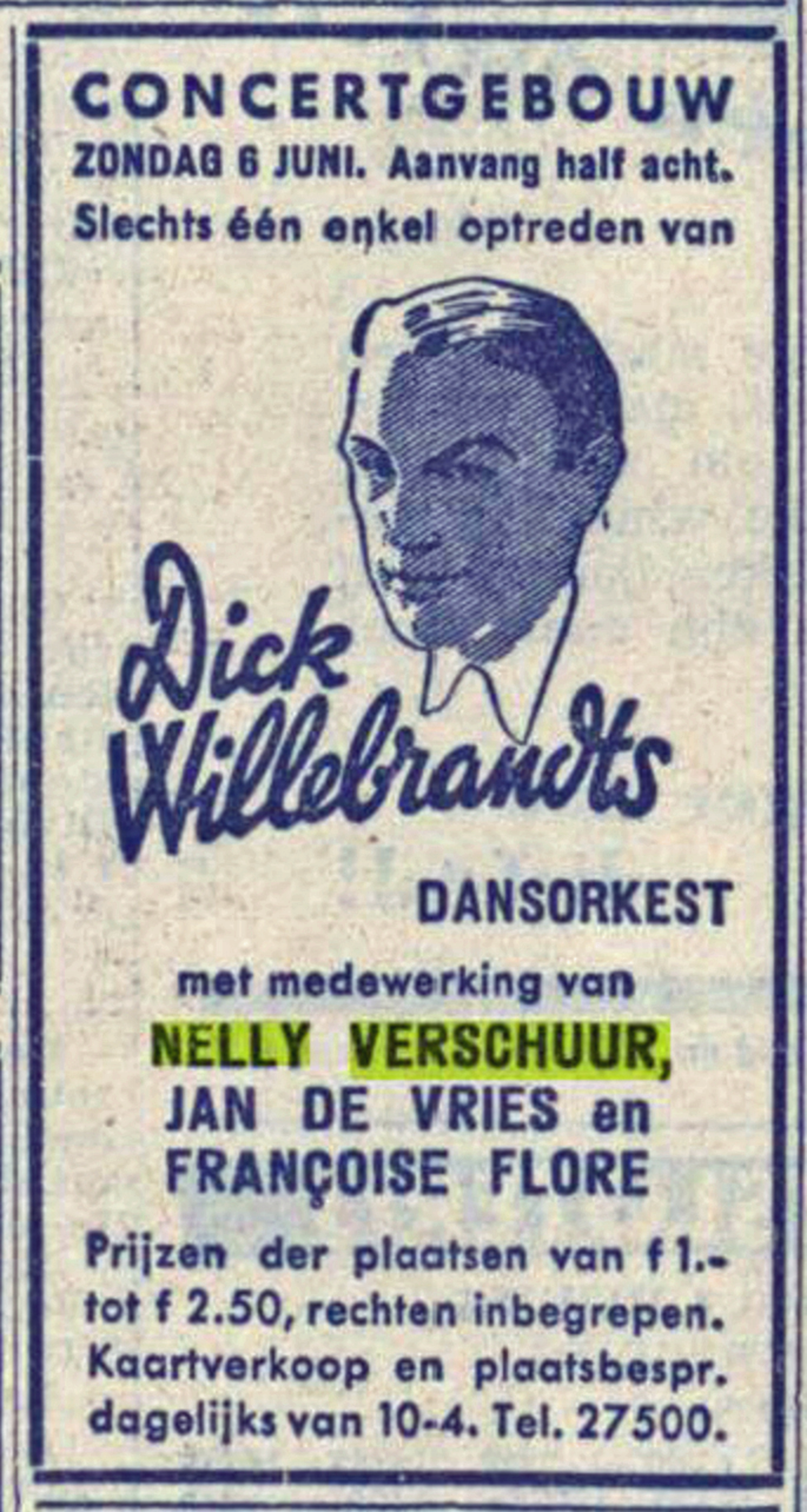
Advertentie in het Algemeen Handelsblad van 5 juni 1943 voor een optreden op 6 juni 1943.

Willebrandts speelde met een wisselende bezetting onder wie Wim Kroon (bas), Aldert Dekker (drums), Bep Rowold, Cees Verschoor, Tinus en Kees Bruyn (saxofoons), Tony van Hulst (gitaar), Kees van Dorsser, Francis Bay en Frans van der Meer (koper). Willebrandts speelde zelf de piano. Ook de trombonist, componist en arrangeur Pi Scheffer speelde trombone in het dansorkest van Willebrandts.
Vaste vocalisten waren Jan de Vries en Nelly Verschuur. Nelly Verschuur had twee grote hits gedurende de Tweede Wereldoorlog, die beide geschreven werden door Jaap Valkhoff: “Diep in mijn hart” (1943) en “Denk je nog aan dien tijd' (1943). De radio-opnamen van “Diep in mijn hart” voor de D.E.S. (Deutsche Europasender) werden opgenomen in Studio B van de Nederlandsche Omroep, Hilversum, augustus-december 1943. Nelly Verschuur zong ook de Engelse versie “Deep in my Heart”. Jaap Valkhoff (1910-1992) was een accordeonist, saxophonist en songwriter. Ook trad het Hawaiian ensemble de M.A.U.I. Eilanders vaak op met Dick Willebrandts en zijn dansorkest. Ook de in Soerabaja geboren Françoise Flore (1921) trad soms op met het orkest van Willebrandts.
Het orkest van Dick Willebrandts speelde vaak voor de genazificeerde Nederlandsche Omroep. Dick Willebrandts werd gedwongen (dienstverpflichtet) om voor de R.R.G. (Reichs-Rundfunk Gesellschaft) te werken. In overleg met zijn zestien bandleden nam hij de beslissing om te blijven spelen, omdat er zestien families bij betrokken waren. Ze werden vanaf augustus 1943 tot september 1944 verplicht propaganda-opnamen te maken. Deze werden via de radiozender Calais II uitgezonden. Dit was de nieuwe naam van Hilversum II, nu onderdeel van de Deutsche Europasender D.E.S., mogelijk als tegenhanger van de Britse propaganda-soldatenzender Calais G9. Voor de platenmaatschappij Decca nam Dick Willebrandts ook enkele platen op in 1942-1943. Na Dolle Dinsdag, 5 september 1944, veranderde de situatie dramatisch en werd het orkest van Willebrandts ontbonden. Sommige musici werden gearresteerd, anderen doken net als Willebrandts onder. Dick Willebrandts heeft gedurende de Holocaust jaren ten minste twee Joodse families financieel geholpen en onderdak gegeven in zijn woning in Rotterdam en later Hilversum.

### De naoorlogse periode
Dick Willebrandts kreeg het na de bevrijding net als Theo Uden Masman, de bekende leider van de bigband The Ramblers, even moeilijk en mocht vanwege zijn werk voor de Duitsers een half jaar lang geen orkesten leiden. In deze tijd werkte hij als barpianist in Café de Pul in Rotterdam, gerund door zijn broer Flip. Willebrandts trad in 1947 weer in dienst van de AVRO. In 1955 werd Willebrandts opnieuw de leider van een strijkorkest en een dixielandband. In 1960 werd Willebrandts door Pi Scheffer gevraagd om mee te werken in het radio orkest, de OK Wobblers.

### De laatste levensjaren
In 1963 kreeg Dick Willebrandts een hartaanval waarvan hij herstelde, maar die wel een einde maakte aan zijn carrière. Hij overleed op 29 december 1970 als gevolg van een nieuwe hartaanval.

### Postuum
Als eerbetoon aan Dick Willebrandts bracht de platenmaatschappij Grannyphone in 1989 de cd “Dick Willebrandts en zijn Radio-Orkest” uit, met daarop twintig onuitgegeven opnamen voor de Deutsche Europasender (D.E.S.) uit 1943. Deze cd werd bekroond met een Edison. In 2011 werd een tweede unieke verzameling van vijfentwintig opnamen uitgegeven op de cd Yearning. Deze opnamen werden gemaakt in de KRO-studio in Hilversum tussen augustus tot en met december 1943.